# Lemnia
Lemnia (deutsch Lennen, ungarisch Lemhény) ist eine Gemeinde im Kreis Covasna in der Region Siebenbürgen in Rumänien.
Der Ort ist auch unter den rumänisch veralteten Bezeichnungen Lemheni und Lemnea und der ungarischen Kézdilemhény bekannt.

## Geographische Lage

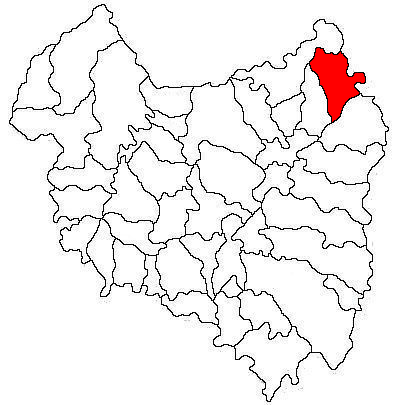
Lage der Gemeinde Lemnia im Kreis Covasna

Die Gemeinde Lemnia liegt nördlich der Kronstädter Senke (Depresiunea Brașovului) in den Südausläufern des Nemira-Gebirges (Munții Nemira), ein Teilgebirge der Ostkarpaten, im sogenannten Szeklerland. Im Norden des Kreises Covasna am Bach Lemnia, ein rechter Nebenfluss des Râul Negru, befindet sich der Ort an der Bahnstrecke Târgu Secuiesc–Brețcu und am Drum național 11 – ein Teilabschnitt der Europastraße 574 – 12 Kilometer nordöstlich von der Kleinstadt Târgu Secuiesc (Szekler Neumarkt) und etwa 50 Kilometer nordöstlich von der Kreishauptstadt Sfântu Gheorghe (Sankt Georgen) entfernt.

## Geschichte
Der mehrheitlich von Szeklern bewohnte Ort Lemnia wurde erstmals 1332 urkundlich erwähnt.
Laut Angaben des Verzeichnisses historischer Denkmäler des Ministeriums für Kultur und nationales Erbe (Ministerul Culturii și Patrimoniului Național) werden etwa acht Kilometer nördlich des Ortes am Bach Lemnia, Reste einer mittelalterlichen Burg, von den Einheimischen Cetatea Almașului genannt, vermerkt.
Zu Beginn des 20. Jahrhunderts, 1904 wird die Bahnstrecke von Târgu Secuiesc nach Brețcu auf dem Gemeindegebiet fertiggestellt.
Zur Zeit des Königreichs Ungarn gehörte Lemnia dem Stuhlbezirk Kézdi in der Gespanschaft Háromszék (rumänisch Comitatul Trei-Scaune), anschließend dem historischen Kreis Trei-Scaune (deutsch Drei Stühle) und ab 1950 dem heutigen Kreis Covasna an. Administrativ gehörte bis 2004 zu Lemnia die heutige Nachbargemeinde Mereni dazu.

## Bevölkerung
Die Bevölkerung des Ortes Lemnia entwickelte sich wie folgt:
| 1850 | 2.587 | 172 | 2.366 | -  | 49           |
| 1910 | 2.943 | 50  | 2.836 | 16 | 41           |
| 1941 | 2.850 | 5   | 2.797 | 3  | 45           |
| 1966 | 1.005 | 8   | 997   | -  | -            |
| 2002 | 2.044 | 31  | 2.012 | -  | 1            |
| 2011 | 1.936 | 34  | 1.863 | 2  | 37 (8 Roma)  |
| 2021 | 1.708 | 32  | 1.585 | -  | 91 (22 Roma) |

Seit 1850 wurde auf dem Gebiet der heutigen Gemeinde die höchste Einwohnerzahl und gleichzeitig die der Magyaren und der Rumäniendeutschen 1910 ermittelt. Die höchste Anzahl der Rumänen und die der Roma (49) wurde 1850 registriert.

## Sehenswürdigkeiten
- Auf dem Hügel genannt Sfântul Mihail (633 m), zwischen Mereni und Lemnia, haben beide Orte einst gemeinsam die gleichnamige römisch-katholischen Kirche errichtet. Da beide Orte auch eigene Kirchen haben, wird diese nur zu besonderen Veranstaltungen und Beerdigungen benutzt. Sie ist umringt mit einer etwa 80 Zentimeter dicken und vier Meter hohen ovalen Wehrmauer. Im Glockenturm befinden sich drei Glocken. Auf der ältesten und auch der kleinsten, etwa 100 Kilogramm schweren Glocke stehen die Initialen des Kronstädter Glockengießers Heinrich Lampe und das Jahr „H. L. 1697“ und auf lateinisch „O Rex glorie Iesu Criste veni cum eterna pace cura me Lenhemnyense“. Die etwa 600 und 1000 Kilogramm schweren Glocken wurden 1926 von Fritz Kauntz in Hermannstadt gegossen.[6] Die Kirchenburg steht unter Denkmalschutz.[5]
- Die griechisch-katholische Holzkirche, im 19. Jahrhundert errichtet, steht unter Denkmalschutz.[5]
- Eine Wassermühle, im 19. Jahrhundert errichtet, steht unter Denkmalschutz.[5]